# سیارک ۲۷۹۴۷
سیارک ۲۷۹۴۷ (به انگلیسی: 27947 Emilemathieu، نامگذاری:1997NH3) بیست و هفت هزار و نهصد و چهل و هفتمین سیارک کشف شده‌است که در ۹ ژوئیه ۱۹۹۷ کشف شد.